# Kathrin Thedieck
Kathrin Thedieck (* 1977) ist eine deutsche Biowissenschaftlerin und Hochschullehrerin. Sie forscht zur Kontrolle des Stoffwechsels in Tumorzellen und ist Professorin an der Fakultät für Medizin der Universität Duisburg-Essen.

## Leben
Thedieck studierte Biologie und Französisch an der Universität Münster (1996–1998). Sie erwarb ein Diplôme d'Ingénieur in Biotechnologie an der Ecole supérieure de biotechnologie Strasbourg (1999–2001). Ab 2001 forschte sie am Helmholtz-Zentrum für Infektionsforschung in Braunschweig, wo sie 2005 promovierte. Sie arbeitete als Postdoc an der Universität Basel mit  mTOR-Entdecker Michael N. Hall (2006–2008). Sie war Gruppenleiterin an der Universität Freiburg (2008–2013). Von 2013 bis 2019 war sie Associate Professor an der Reichsuniversität Groningen (Niederlande) und an der Universität Oldenburg. 2019 wurde sie Professorin und Institutsleiterin für Biochemie an der Universität Innsbruck. Seit Januar 2025 ist sie Professorin für Metabolismus, Seneszenz und Autophagie an der Fakultät für Medizin der Universität Duisburg-Essen.
Thediecks Forschung widmet sich Therapieansätzen für Krebserkrankungen und Tuberöse Sklerose (TS), die durch Fehlregulation des mTOR Netzwerkes entstehen. Thedieck koordiniert das europäische Brustkrebskonsortium MESI-STRAT.

## Preise und Auszeichnungen
- 2017:  Forschungspreis der deutschen Tuberöse Sklerose Stiftung[5]
- 2022:  ERC Advanced Grant[6][7]
- 2024: Klüh Stiftungspreis[3]